# Álvaro Obregón (estación)
Álvaro Obregón será una de las estaciones que formarán parte del Metro de la Ciudad de México, perteneciente a la Línea 12. Se ubicará al poniente de la Ciudad de México, en la alcaldía Álvaro Obregón.

## Información general
Forma parte de una ampliación de dicha línea que conectará las estaciones Mixcoac y Observatorio. La estación se ubicará en la colonia Tolteca de la alcaldía Álvaro Obregón, cerca de la sede de la alcaldía.
En diciembre de 2012 se anunció la expansión de la Línea 12 para conectarla con la Línea 1 y la Línea 9 en la estación Observatorio. Como parte del proyecto se construirían dos nuevas estaciones de paso, una de ellas Álvaro Obregón. Su construcción empezó en marzo de 2016.